# Морнарички истражитељи: Лос Анђелес (2. сезона)
Друга сезона америчко полицијо-процедуралне драме МЗИС: Лос Анђелес је емитована од 21. септембра 2010. до 17. маја 2011. године на каналу ЦБС. Сезону су продуцирали Продукција "Шејн Бренан" и Телевизијски студио "ЦБС", а Шејн Бренан је директор серије и извршни продуцент. Сезона наставља да прати приче припадника Одељења за специјалне пројекте, тајног одељења Морнаричко-злочинско истражитељске службе (МЗИС).

## Глумачка постава
Сезона има велику промену глумачке поставе: Ерик Кристијан Олсен је унапређен у главну поставу, понављајући своју улогу Мартија Дикса из прве сезоне. Рене Фелис Смит се придружује глумачкој постави у 4. епизоди, а унапређена је у главну поставу у 11. епизоди. Питер Камбор више није у главној постави у серији, и потписан је као посебни гост у 4 епизоде у којима се појављује.

## Улоге

### Главне
- Крис О’Донел као Џи Кален
- Данијела Руа као Кензи Блај
- Ерик Кристијан Олсен као Мартин А. Дикс
- Берет Фоа као Ерик Бил
- Рене Фелис Смит као Нел Џоунс (Епизоде 11-24)
- Линда Хант као Хенријета Ленг
- Ел Ел Кул Џеј као Сем Хана

### Епизодне
- Питер Камбор као Нејт Гејц (Епизоде 1, 3, 14, 18)
- Рене Фелис Смит као Нел Џоунс (Епизоде 4-10)

## Епизоде
| Бр. у серији | Бр. у сезони | Наслов                   | Редитељ            | Сценариста                       | Премијерно емитовање | Прод. код | Бр. гледалаца (у милионима) |
| --- | ------------ | ------------------------ | ------------------ | -------------------------------- | -------------------- | --------- | --------------------------- |
| 25 | 1            | "Трговина људима"        | Џејмс Вајтмор мл.  | Шејн Бренан                      | 21. септембар 2010.  | 201       | 15.76                       |
| Веза између ЛАПО-а и МЗИС-а, детектив Марти Дикс, је нестао на тајном задатку баш кад је његов субјекат убијен бомбом подметнутом под аутомобил. Детектив Џес Тејлор, Дискова партнерка, умире од сличне ауто-бомбе баш након разговора са МЗИС-ом. Екипа је позвана да пронађе несталог детектива.Појава Нејта Гејца.                                                                        |              |                          |                    |                                  |                      |           |                             |
| 26 | 2            | "Црна удовица"           | Кејт Вудс          | Дејв Калстин                     | 21. септембар 2010.  | 202       | 13.60                       |
| Агент МЗИС-а је убијен на тајном задатку на Кипру док је истраживао незакониту трговину оружјем чеченских терориста. Иста екипа убица је примећена како долази у Лос Анђелес, а екипа МЗИС-а из Лос Анђелеса мора да се трка са временом како би спречила екипу да убију следећу мету, домаћицу која не изгледа тако.                                                                         |              |                          |                    |                                  |                      |           |                             |
| 27 | 3            | "На граници"             | Теренс О’Хара      | Р. Скот Џемил                    | 28. септембар 2010.  | 203       | 16.51                       |
| Четири војника су нападнута из заседе кад је требало да се придруже јединици која лови мексичке злочинце на Америчко-мексичкој граници. Екипа МЗИС-а покушава да пронађе отете војнике и да открије човека који стоји иза операције.Појав Нејта Гејца. |              |                          |                    |                                  |                      |           |                             |
| 28 | 4            | "Посебна достава"        | Тони Вармби        | Гил Грант                        | 5. октобар 2010.     | 204       | 16.14                       |
| Екипа МЗИС-а истражује смрт наркомана на нивоу потпуне сигурности када је пронађен мартав након што је нестао са паркинга Родео Драјва.Прва појава Нел Џоунс. |              |                          |                    |                                  |                      |           |                             |
| 29 | 5            | "Мали анђели"            | Стивен Депол       | Френк Милитари                   | 12. октобар 2010.    | 205       | 16.05                       |
| Када је ћерку војног командира отео, изгледа серијски убица, екипа МЗИС-а мора да утврди да ли је он мета уцене због војних тајни или насумичног злочина. |              |                          |                    |                                  |                      |           |                             |
| 30 | 6            | "Нерешена игра"          | Денис Смит         | Џозеф Ч. Вилсон                  | 19. октобар 2010.    | 206       | 16.00                       |
| Након што су у центру за мобилисање војника узети таоци, Кален је присиљен да ради са "бившом женом" и бившом партнерком Трејси Келер. Али није све као што изгледа. |              |                          |                    |                                  |                      |           |                             |
| 31 | 7            | "Анонимни"               | Норберто Барба     | Кристина М. Ким                  | 26. октобар 2010.    | 207       | 15.99                       |
| Запослени владе и пластични хирург су побијени. Екипа открива терористичку ћелију са којом мора да се суочи. Морају да нађу једину особу која може да их препозна и спречи терористички напад. |              |                          |                    |                                  |                      |           |                             |
| 32 | 8            | "Награда"                | Феликс Алкала      | Дејв Калстин                     | 9. новембар 2010.    | 208       | 15.61                       |
| Екипа истражује убиство оперативца Делта јединице у пензији који је имао задатак да зароби важне мете у Авганистану. |              |                          |                    |                                  |                      |           |                             |
| 33 | 9            | "Опроштај (1. део)"      | Стивен Депол       | Р. Скот Џемил                    | 16. новембар 2010.   | 209       | 15.81                       |
| Убиство трговца оружјем приморава Хети и екипу МЗИС-а да крене у потрагу за његовом књигом топ-тајних података. ЕПизода се завршава кад Хети открије да су њен "муж" Бренстон Кол, чувар и медицинска сестра побијени. |              |                          |                    |                                  |                      |           |                             |
| 34 | 10           | "Достава (2. део)"       | Тони Вармби        | Френк Милитари и Шејн Бренан     | 23. новембар 2010.   | 210       | 14.96                       |
| Након Колове смрти Хети и екипа МЗИС-а настављају потрагу за књигом топ-тајних података која је мета разних агенција, и страних и домаћих. Ствари се захуктавају кад разни шпијуни и агенције из бројних земаља крену у Лос Анђелес, присиљавајући екипу МЗИС-а да се трка са временом да спречи банде да не распарчају ЛА у потрази за књигом.                                               |              |                          |                    |                                  |                      |           |                             |
| 35 | 11           | "Неред"                  | Џонатан Фрејкс     | Гил Грант и Дејв Калстин         | 14. децембар 2010.   | 211       | 16.82                       |
| Кад су двојица човека побијени у пуцњави, екипа МЗИС-а мора да се ослони на бившег војника који пати од ПТСП-а да им помогне да реше случај. |              |                          |                    |                                  |                      |           |                             |
| 36 | 12           | "Надзор"                 | Карен Гавиола      | Линдзи Џует Стерман              | 11. јануар 2011.     | 212       | 18.13                       |
| Екипа МЗИС-а открива војни оглед кад је неколико тела украдено из мртвачнице. У међувремену, Кален се трка са Хети на пењачком зиду. |              |                          |                    |                                  |                      |           |                             |
| 37 | 13           | "Архангел"               | Tони Вармби        | Р. Скот Џемил и Шејн Бренан      | 18. јануар 2011.     | 213       | 17.29                       |
| Екипа МЗИС-а покушава да ухвати одговорне за крађу поверљивог пентагоншког документа пре него што шифра за дешифровање падне у погрешне руке. |              |                          |                    |                                  |                      |           |                             |
| 38 | 14           | "Затвор (1. део)"        | Џан Елијасберг     | Кристина М. Ким и Френк Милитари | 1. фебруар 2011.     | 214       | 17.70                       |
| Сем иде на тајни задатак у затвор и покушава да се убаци у јеменски терористички скуп и да се приближи њиховом вођи.Појава Нејта Гејца. |              |                          |                    |                                  |                      |           |                             |
| 39 | 15           | "Оловни војници"         | Теренс О’Хара      | Р. Скот Џемил                    | 8. фебруар 2011.     | 215       | 17.16                       |
| Оно што је почело као провала у Џијевој кући доводи до црног тржишта микрочипова и низа превара. Кален се слаже да истражује са индијанским милионером који испада да је пословни противник Аркадија Колчака. Колчек обећава да ће просветлити Калена о догађају на гробљу (крај 1. сезоне).                                                                                                  |              |                          |                    |                                  |                      |           |                             |
| 40 | 16           | "Празан тоболац"         | Џејмс Вајтмор мл.  | Дејв Калстин                     | 15. фебруар 2011.    | 216       | 16.80                       |
| Кален и Сем иду на задатак са калифорнијском патролом, а украдене бојеве главе шаљу екипу ОСП-а на задатак да поврате бомбе. |              |                          |                    |                                  |                      |           |                             |
| 41 | 17           | "Лично"                  | Кејт Вудс          | Џозеф Ч. Вилсон                  | 22. фебруар 2011.    | 217       | 18.69                       |
| Веза између ЛАПО-а и МЗИС-а, детектив Марти Дикс, је током прекида пљачке упуцан, а екипа МЗИС-а открива да он није био мета убиства, него млађи специјални агент МЗИС-а Кензи Блај (поменуто у епизоди "Црна удовица"). |              |                          |                    |                                  |                      |           |                             |
| 42 | 18           | "Мирнији начин (2. део)" | Тони Вармби        | Шејн Бренан                      | 1. март 2011.        | 218       | 15.67                       |
| Прича из епизоде "Затвор" се наставља кад Сем иодлази на тајни задатак у Јемен. Али улози расту кад терористички скуп узме седмогодишњака за таоца, а ствари се још више погоршавају кад је откривено да је Нејтова маска откривена, што значи да је и Сем угрожен такође, присиљавајући Калена, Сема и Нејта у борбу за преживљавање против терориста који их желе мртве.Појава Нејта Гејца. |              |                          |                    |                                  |                      |           |                             |
| 43 | 19           | "Унутрашњи непријатељ"   | Стивен Депол       | Линдзи Џует Стурман              | 22. март 2011.       | 219       | 16.56                       |
| Трка са временом почиње кад екипа МЗИС-а покушава да заштити венецуеланског политичара на америчком тул од атентата. |              |                          |                    |                                  |                      |           |                             |
| 44 | 20           | "Пљачка"                 | Теренс О’Хара      | Френк Милитари и Кристина М. Ким | 29. март 2011.       | 220       | 15.34                       |
| Складиште у луци је откривено, присиљавајући Кензи да оде на тајни задатак и открије шта је лопов хтео да украде из заштићеног складишта, а да га не открију. |              |                          |                    |                                  |                      |           |                             |
| 45 | 21           | "Човек ракета"           | Денис Смит         | Роџер Дајректор                  | 12. април 2011.      | 221       | 15.46                       |
| Кад је ракетни техничар убијен, аналитичар ОСП-а Ерик Бил иде на тајни задатак и по први пут на терен да се побрине да високо поверљива технологија за прављење сателита буде на сигурном. |              |                          |                    |                                  |                      |           |                             |
| 46 | 22           | "План Б"                 | Џејмс Вајтмор мл.  | Дејв Калстин и Џозеф Ч. Вилсон   | 3. мај 2011.         | 222       | 14.16                       |
| Да би заштитио друга у скупу трговаца оружјем, Дикс креће на тајни задатка са својим старим псеудонимом. |              |                          |                    |                                  |                      |           |                             |
| 47 | 23           | "Варалица (1. део)"      | Џон Питер Кјузакис | Р. Скот Гемил                    | 10. мај 2011.        | 223       | 14.74                       |
| Украдени канистери из епизоде "Надзор" се појављују кад је уљез у војсци откривен. Хети сређује папире и спрема се да да отказ. |              |                          |                    |                                  |                      |           |                             |
| 48 | 24           | "Породица (2. део)"      | Џејмс Вајтмор мл.  | Шејн Бренан                      | 17. мај 2011.        | 224       | 15.61                       |
| Хетина оставка погађа Калена и екипу док истражују да је пронађу. Откривено је да је у случај умешана и Каленова тајанствена прошлост и да је Хети члан породице која покушава да убије Калена годинама. |              |                          |                    |                                  |                      |           |                             |

## Продукција

### Развој
Серија Морнарички истражитељи: Лос Анђелес је обновљена за другу сезону 14. јануара 2010.

### Емитовање
Друга сезона серије Морнарички истражитељи: Лос Анђелес премијерно је приказана 21. септембра 2010.

## Пријем
Серија Морнарички истражитељи: Лос Анђелес је котиран на 7. месту са укупно 16,54 милиона гледалаца за телевизијску сезону америчке мреже 2010–11.